# Parti démocrate philippin
Le Parti démocrate philippin (jusqu'en 2024 le Parti démocrate philippin - Pouvoir populaire, en espagnol Partido Demokratiko Pilipino-Lakas ng Bayan), plus connu sous l’abréviation de PDP-Laban, est un parti politique philippin fondé en 1983. Le président de la République entre 2016 et 2022, Rodrigo Duterte, était membre du parti. Corazon Aquino, présidente en 1986 à 1992, était aussi issue du PDP-Laban.

## Historique
Le parti est issu de la fusion le 6 février 1983 de deux partis d’opposition au régime autoritaire de Ferdinand Marcos, le PDP (Partido Demokratiko Pilipino) d'Aquilino Pimentel Jr. et le Lakas ng Bayan (LABAN) de Benigno Aquino. Le PDP-Laban rejoint la coalition UNIDO pour les élections de 1986, dont la candidate Corazon Aquino devient présidente de la République, mettant fin à l'intermède de Marcos. 
En 1988, les dissensions internes font exploser l’UNIDO et une partie des membres du PDP-Laban quitte le parti pour créer le LDP. Dans les années 1990 et 2000, le PDP-Laban participe à plusieurs coalitions lors des élections législatives, dont la coalition Lakas-Laban victorieuse en 1995, la PPC victorieuse en 2001, la GO perdante en 2007, ou l’UNA perdante en 2013.
En 2010, le PDP-Laban conclut une alliance avec le PMP, avec Joseph Estrada (PMP) candidat au poste de président et Jejomar Binay (PDP-Laban) candidat au poste de vice-président ; seul Jejomar Binay est élu. En 2016, le PDP-Laban est d'abord battu aux élections législatives et sénatoriales, mais son candidat Rodrigo Duterte remporte l’élection présidentielle. Grâce à des accords avec d'autres partis ainsi que de nombreux transfuges du Parti libéral, le PDP-Laban obtient un groupe majoritaire à la Chambre des représentants en 2016.

## Résultats électoraux
- Source[18].

### Président
| Élection | Candidat        | Nombre de voix | Pourcentage de voix | Résultat                            |
| -------- | --------------- | -------------- | ------------------- | ----------------------------------- |
| 1986     | NC              | NC             | NC                  | Soutient Corazon Aquino (vainqueur) |
| 1992     | NC              | NC             | NC                  | Ne présente pas de candidat         |
| 1998     | NC              | NC             | NC                  | Ne présente pas de candidat         |
| 2004     | NC              | NC             | NC                  | Soutient le KNP (perdant)           |
| 2010     | NC              | NC             | NC                  | Soutient le PMP (perdant)           |
| 2016     | Rodrigo Duterte | 16 601 997     | 39,01 %             | Gagné                               |

### Vice-président
| Élection | Candidat               | Nombre de voix | Pourcentage de voix | Résultat |
| -------- | ---------------------- | -------------- | ------------------- | --- |
| 1986     | Eva Estrada-Kalaw      | 662 185        | 3,31 %              | Soutient Salvador Laurel (vainqueur)                                                                                     |
| 1992     | Aquilino Pimentel, Jr. | 2 023 289      | 9,91 %              | Perdu |
| 1998     | NC                     | NC             | NC                  | Pas de candidat |
| 2004     | NC                     | NC             | NC                  | Soutient le KNP (perdant)                                                                                                |
| 2010     | Jejomar Binay          | 14 645 574     | 41,65 %             | Gagné (alliance avec le PMP)                                                                                             |
| 2016     |                        |                |                     | Pas de candidat (Rodrigo Duterte choisit Alan Peter Cayetano du Parti nationaliste comme colistier, qui perd l'élection) |

### Sénat
| Élection | Nombre de voix | Pourcentage de voix | Sièges gagnés | Sièges occupés après l'élection | Résultat                                              |
| -------- | -------------- | ------------------- | ------------- | ------------------------------- | ----------------------------------------------------- |
| 1987     | NC             | NC                  | 0 / 24        | 3 / 24                          | Membre de la coalition LABAN (vainqueur)              |
| 1992     | 19 158 013     | 6,9 %               | NC            | 1 / 24                          | Perdu                                                 |
| 1995     | NC             | NC                  | 0 / 24        | 0 / 24                          | Membre de la coalition Lakas-Laban (vainqueur)        |
| 1998     | 10 227 765     | 5 %                 | 0 / 12        | 0 / 24                          | Membre de la coalition LAMMP (vainqueur)              |
| 2001     | 11 593 389     | 4,8 %               | 1 / 12        | 1 / 24                          | Membre de la coalition PPC (vainqueur)                |
| 2004     | NC             | NC                  | 1 / 12        | 1 / 24                          | Membre de la coalition KNP (perdant)                  |
| 2007     | 10 984 807     | 4,1 %               | 1 / 12        | 1 / 24                          | Membre de la coalition Genuine Opposition (vainqueur) |
| 2010     | 6 635 023      | 2,23 %              | 1 / 12        | 0 / 24                          | Perdu                                                 |
| 2013     | 14 725 114     | 4,95 %              | 1 / 12        | 1 / 24                          | Mène la coalition Team PNoy (vainqueur)               |
| 2016     | NC             | NC                  | 1 / 12        | 1 / 24                          | Ne présente pas de candidat.                          |
| 2019     | 76 712 223     | 21,22 %             | 4 / 12        | 6 / 24                          | Gagné                                                 |

### Chambre des représentants
| Élection | Nombre de voix | Pourcentage de voix | Sièges   | Résultat |
| -------- | -------------- | ------------------- | -------- | --- |
| 1984     | NC             | NC                  | 6 / 183  | Membre de la coalition UNIDO (perdant)                                                                         |
| 1987     | 3 477 958      | 17,32 %             | 43 / 200 | Membre de la coalition LABAN (vainqueur)                                                                       |
| 1992     | 1 644 568      | 8,8 %               | 11 / 199 | Coalition avec le Parti libéral (perdant)                                                                      |
| 1995     | 130 695        | 0,68 %              | 1 / 204  | Membre de la coalition Lakas-Laban (vainqueur)                                                                 |
| 1998     | 134 331        | 0,55 %              | 0 / 221  | Perdu |
| 2001     | NC             | NC                  | 1 / 219  | Perdu |
| 2004     |                |                     | 2 / 237  | Membre de la coalition KNP (perdant)                                                                           |
| 2007     |                |                     | 5 / 271  | Membre de la coalition Genuine Opposition (perdant)                                                            |
| 2010     | 246 697        | 0,72 %              | 2 / 287  | Perdu |
| 2013     | 281 320        | 1,02 %              | 0 / 292  | Membre de la coalition UNA (perdante)                                                                          |
| 2016     | 706 407        | 1,90 %              | 3 / 297  | Perdu (mais constitue un bloc majoritaire grâce à des alliances avec d'autres partis ainsi que des transfuges) |
| 2019     | 12 564 335     | 31,28 %             | 82 / 306 | Gagné |